# Phyllometra gracilaria
Phyllometra gracilaria là một loài bướm đêm trong họ Geometridae.